# 韋斯尼亞內 (阿爾切夫斯克區)
48°38′17″N 38°42′24″E / 48.63806°N 38.70667°E
韋斯尼亞内（烏克蘭語：Весняне）是位於烏克蘭東部的村莊，由盧甘斯克州阿爾切夫斯克區的卡迪伊夫卡市鎮負責管轄。該村始建於1987年，面積1.47平方公里，海拔高度153米，2001年人口867，人口密度每平方公里589.8人。